# Нейдинг, Марцел Натанович
Марцел Натанович Нейдинг (11 февраля 1884 Варшава, Польша — 2 мая 1949 Одесса) — советский невропатолог, доктор медицинских наук, профессор.

## Биография
В 1907 году окончил Императорский Новороссийский университет. В 1911 году учился на курсе невропатологии в Берлине, был учеником немецкого невролога Луи Якобсона-Ласка. В 1914 году мобилизован на военную службу в качестве старшего ординатора полевого госпиталя. Вернувшись в Одессу где тем временем была эпидемия сыпного тифа, вызвался добровольцем на лечении больных тифом. С 1922 года профессор Одесского национального университета имени И. И. Мечникова, с 1927 года директор клиники неврологии болезней Одесского института усовершенствования врачей. Член правления Всесоюзного и Украинского общества невропатологов и психиатров и Всесоюзного общества нейрохирургов, председатель Одесского общества невропатологов и психиатров. В 1935 году получил степень доктора медицинских наук без задачи диссертации. Умер 2 мая 1949 года. Похоронен Втором христианском кладбище Одессы.

## Семья
- Сестра — Нейдинг Мариэль Натановна (1884) — врач-невропатолог в Одессе.
- Жена — художница Роза Давыдовна Нейдинг (1901—1970).
- Племянник — Януш Бардах[пол.][8].

## Научная работа
Автор около 100 научных работ, основал собственную школу невропатологии. Исследовал неврологические проявления отравления удушливыми газами и профессиональной патологии нервной системы. Опубликовал труды по профпатологии, профессиональным интоксикациям, фундаментальным исследованиям заболеваний заболеваний нервной системы. Большинство его работ посвящены нейроонкологии травм, тропическим болезням, опухолям нервной системы и их диагностики.